# 弘前市立文京小学校
弘前市立文京小学校（ひろさきしりつ ぶんきょうしょうがっこう）は、青森県弘前市大字中野1丁目にある公立小学校。

## 沿革
- 1948年（昭和22年）12月 - 大字取上字西田に校舎完成。
- 1948年（昭和23年）4月1日 - 堀越村立堀越小学校松原分校として発足。
- 1954年（昭和29年）4月1日 - 堀越小学校松原分校が、昇格・独立し、堀越村立松原小学校と改称。
- 1955年（昭和30年）3月1日 - 市町村合併により、弘前市立松原小学校と改称。
- 1964年（昭和39年）
  - 3月23日 - 松原小学校閉校式挙行[2]。
  - 4月1日 - 大字中野1丁目1番1号（現在地・旧弘前実業高校跡）に校舎新築し、文京小学校創立[2]。
- 1965年（昭和40年）3月 - 校旗樹立・校歌制定。記念式典挙行。
- 1966年（昭和41年）
  - 4月 - 特殊学級「杉の子学級」併設。
  - 11月 - 新築校舎2棟（管理棟など）完工。
- 1967年（昭和42年）10月 - 新築校舎1棟（6教室）完工。
- 1968年（昭和43年）11月 - 校舎新築（4教室など）完工。
- 1969年（昭和44年）12月 - 校舎新築（理科室・普通教室など）完工。
- 1972年（昭和47年）
  - 10月 - 校庭整備完了。200mコース・野球場・サッカー場も整備。
  - 12月 - 本校が、大気汚染監視地点となる。
- 1974年（昭和49年）10月 - 創立10周年と校舎竣工記念の両式典挙行。
- 1979年（昭和54年）4月1日 - 児童数の急増に伴い、学区の一部を分離し、弘前市立松原小学校開校[3]。
- 2013年（平成25年）12月11日 - 校舎を増改築[4]。
- 2014年（平成26年）
  - 3月10日 - 屋内運動場を増改築。
  - 4月1日 - 創立50周年。

## 学区
西ケ丘町、文京町、豊原全域、稔町、清水富田(字清水流)、小沢(字山崎)、三岳町、北園全域、中野全域、城南全域、原ケ平（字山中）の一部、富士見台1丁目、館野全域、山崎全域。

## 周辺
- 弘前警察署枡形交番 - 敷地が隣接。
- 青森県道127号石川土手町線
- 青森県道130号桔梗野富田線
  - 上記県道2路線は、本校付近で交差する
- 特別養護老人ホーム弘前静光園 - 県道127号線をはさんで、敷地が隣接。
- 弘前市立第三中学校 - 県道127号線をはさんで、敷地が隣接。
- 社会福祉法人愛成会
  - りんごベビーホーム
  - 花園保育園
- 国立大学法人弘前大学 - 本校に近いのは、農学生命科学部水利実験室となる。
- 弘前市南富田町体育センター
- 弘前労働基準監督署
- 弘前公共職業安定所

## 交通
- 弘南バス
  - 「三中校前」停留所（県道127号線上）下車後、
    - 学園町・南高校・小栗山方面のりばから、徒歩約160m・約3分（停留所から学校正門までは直線距離で約30mほどだが、県道127号線を跨ぐ歩道橋を経由する必要があるため、大きく遠回りとなる）。
    - 弘前駅・藤代方面のりばから、徒歩約55m・約1分。

  - 「枡形」停留所（県道130号線上）下車後、北門まで、
    - 弘前駅・小栗山方面のりばから、徒歩約45m・約1分。
    - 桜ヶ丘・金属団地方面のりばから、徒歩約35m・約1分。
      - なお、該当の停留所に停車する路線については、弘南バスホームページを参照するか、電話にて要問い合わせ。
- 弘南鉄道大鰐線弘前学院大前駅より、
  - 県道127号線側の門まで、徒歩約580m・約9分。
  - 県道130号線側の門まで、徒歩約365m・約5分。

## その他
- 青少年赤十字の加盟校である。
- 全校生徒を縦割りで38班に班分けをし、清掃を実施。

## 参考資料
- 『青森県教育史 別巻』（青森県教育委員会・1973年12月20日発行）「学校沿革 小学校」711頁「文京小学校」
- 『弘前市教育史 別巻・年表 学校沿革 索引』（弘前市教育委員会・1979年3月12日）「学校沿革」162頁「文京小学校」